# Rhinacanthus zambesiacus
Rhinacanthus zambesiacus är en akantusväxtart som beskrevs av I.Darbysh.. Rhinacanthus zambesiacus ingår i släktet Rhinacanthus och familjen akantusväxter. Inga underarter finns listade i Catalogue of Life.